# Movimento cooperativo
Il Movimento cooperativo (o cooperativismo) è costituito dall'insieme delle esperienze rappresentate dalle società cooperative e dai propri soci nella storia economica e sociale.

## Storia

### I prodromi

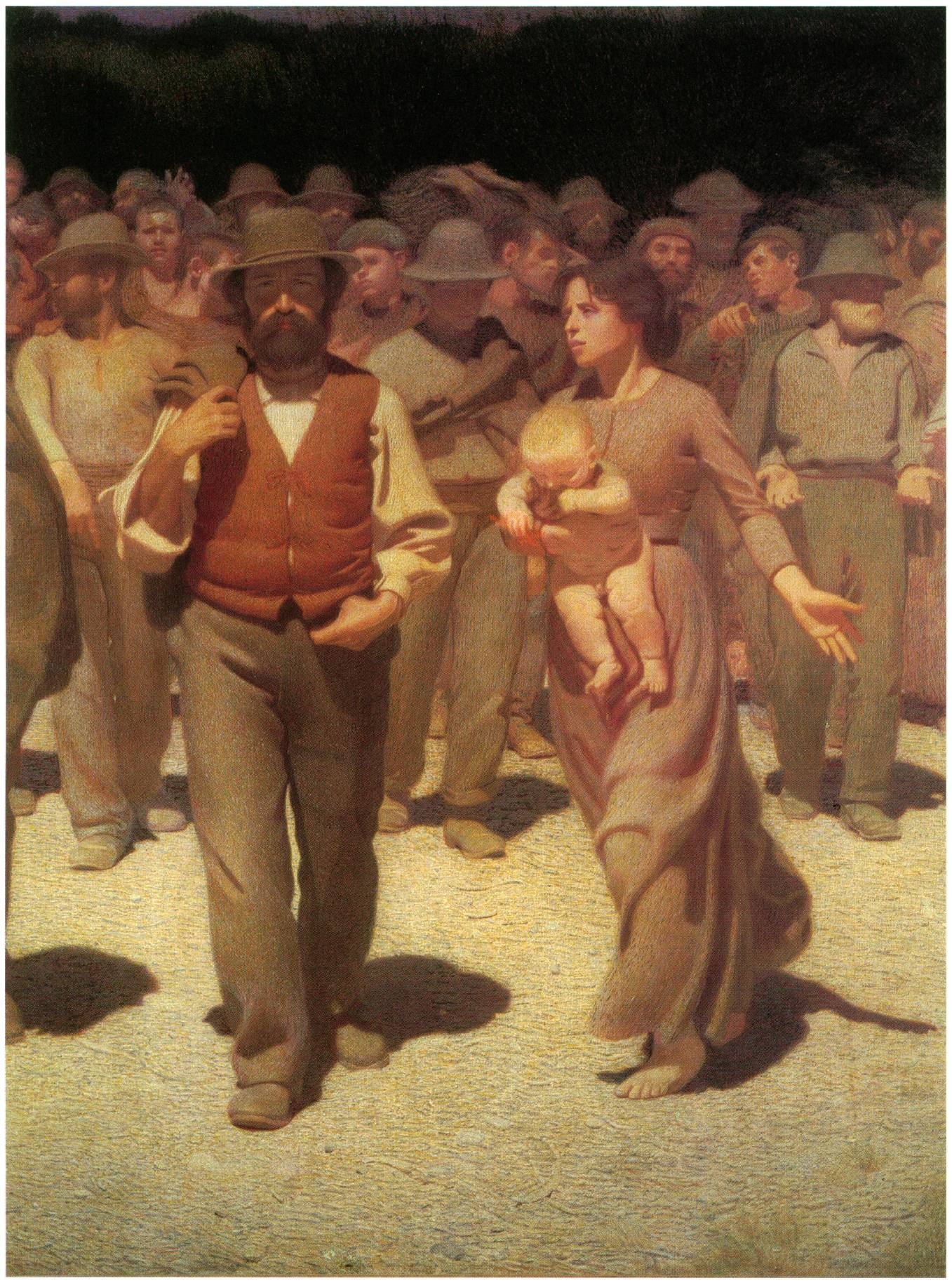
Giuseppe Pellizza da Volpedo, particolare da "Il quarto stato", 1901

Lo sviluppo della cooperazione è andato sin dalle origini di pari passo con la crescita economica, sociale e culturale dei soci cooperatori e di tutti gli individui coinvolti: è una storia di risposta a bisogni economici spesso intessuta di forti elementi valoriali. L'idea di un'impostazione economica genericamente cooperativistica ispirava già in tempi antichi forme di solidarietà e di lavoro collettivo presso società tribali: strutture sociali sopravvissute poi sino al 1600 in Europa, e talvolta ancora presenti in comunità alpine (come ad esempio in Trentino). 
In epoche più moderne, molti pensatori ipotizzarono forme sociali più giuste, a cominciare da Thomas More, autore di “Utopia“, precursore degli utopisti e inventore di una fantomatica isola immaginaria, regno della perfetta giustizia sociale e della massima saggezza politica. Ci furono tentativi di realizzare concretamente queste nuove società con la creazione di colonie, soprattutto nei nuovi territori americani. Agricoltori inglesi avviarono un mulino cooperativo già nel 1760 e nel 1815, sempre in Inghilterra, sorse un forno cooperativo; una prima cooperativa di produzione che pubblicava il giornale cooperativo “L'Europeo“, sorse in Francia nel 1831. 
Gli anni successivi furono pieni di nuove iniziative di cooperazione, in particolare in Germania, dopo il 1848, nacquero le Banche Popolari e le Casse Rurali, con lo scopo di far accedere al credito artigiani e contadini attraverso la raccolta dei risparmi, e, in Francia, furono istituiti gli Ateliers Nationaux, un tentativo di avviare esperienze di produzione controllate dai produttori.
La prima vera cooperativa nacque nel 1844 a Rochdale, sobborgo di Manchester, in Inghilterra, per iniziativa di un gruppo di operai tessili che già allora diedero vita ad uno statuto, espressione degli obiettivi cooperativi, le cui finalità di fondo ancora oggi sono un punto di riferimento per milioni di cooperatori in tutto il mondo.
Non si possono trascurare gli sforzi e il contributo fornito dalle associazioni dei lavoratori del periodo pre - industriale alla formazione delle “corporazioni” (di arte o di mestiere): queste difendevano il costo del lavoro e garantivano un'assistenza materiale e spirituale, arrivando perfino nei Comuni italiani a garantire una partecipazione attiva alla vita politica della comunità. Tuttavia, la corporazione era un'associazione chiusa, mirante a garantire la tranquillità economico - sociale dei membri, a danno degli altri, degli esclusi. 
La rivoluzione industriale è generalmente ritenuta il punto di partenza concreto delle ispirazioni che hanno favorito l'espansione del fenomeno cooperativo in senso moderno e pienamente compiuto: con l'avvento della rivoluzione industriale furono abbattute molte barriere, gli opifici diedero lavoro alla gente affluita nelle città dai villaggi; anche i bambini e le donne vennero inseriti all'interno di un processo produttivo che richiedeva scarse abilità e “semplice propensione alla fatica e all'obbedienza“; e, ancora, prodotti, che un tempo erano rari, divennero più accessibili per un pubblico sempre più vasto. Tuttavia, il venir meno delle corporazioni, l'instaurarsi di queste nuove tendenze, così come il diffondersi della libera concorrenza, giovarono essenzialmente alle classi abbienti e al ceto medio, mentre le classi lavoratrici si trovarono private di quei rapporti solidaristici che, pur non avendo mai garantito un vero benessere, avevano consentito un quieto vivere alla maggior parte degli artigiani e dei loro “aiutanti“.
Così la rivoluzione industriale sembrò essere la causa che portò alla rovina numerosi artigiani, costrinse a lavori sempre più massacranti: in effetti, in alcuni luoghi e in alcuni momenti, i lavoratori furono sottoposti a condizioni di sfruttamento disumane. Allora, uomini di cultura realizzarono associazioni volontarie e i lavoratori più istruiti e coraggiosi costituirono società operaie o società di mutuo soccorso, che prevedevano il versamento settimanale di un contributo da cui poi gli associati avevano diritto ad un'assistenza reciproca, mutua, in caso di malattia, infortuni o morte.
Da queste esperienze derivarono le prime forme di cooperazione, come ad esempio le cooperative di consumo, per procurarsi gli alimenti essenziali di qualità e a prezzi contenuti. Nella prima metà del XIX secolo dunque nasce l'idea di un'economia cooperativa, grazie anche alle proposte dei socialisti utopisti miranti a rendere accessibile anche ai lavoratori l'acquisizione dei mezzi di produzione, nel pieno rispetto di quei principi di legalità sui quali si fonda l'economia di mercato, ed infine attorno alla metà del secolo l'esperienza cooperativa acquistò la propria forma moderna e si diede i principi che sono ancora oggi rispettati.

### Le prime cooperative

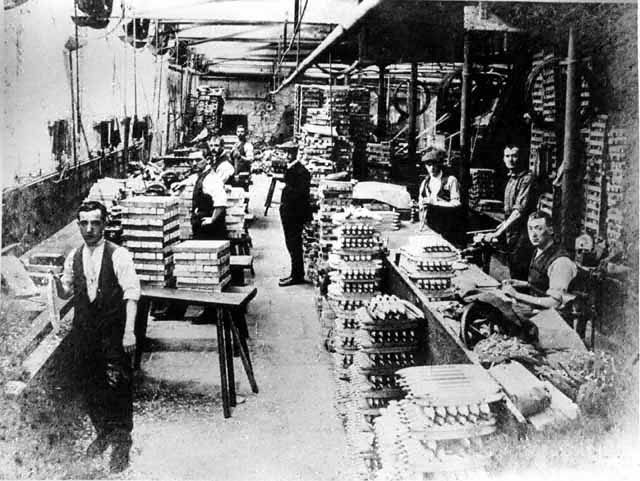
Vecchia fabbrica agli inizi della rivoluzione industriale

È il 1833 l'anno che vede l'apertura di un primo negozio cooperativo a Rochdale che però fallirà nel 1835; l'esperienza tratta da questo fallimento consentirà ad un gruppo di lavoratori tessili della stessa città (i Probi Pionieri) di riprendere in seguito l'iniziativa, con più successo rispetto alle altre tentate fino a quel momento. E così il 21 dicembre 1844 nasce la prima cooperativa di consumo che riuscì a resistere alla costante sfida dell'economia di mercato.
La ragione strutturale dei fallimenti avuti prima di Rochdale va ricercata nel fatto che, in precedenza, le cooperative dei consumatori vendevano i generi a prezzo di costo, ma ciò significava non avere alcuna misura della propria efficienza, né alcuno spazio per investire, innovare ovvero, in qualche modo, ampliare la propria attività, così si trovavano costrette a chiudere. Da Rochdale in poi, invece, le cooperative iniziarono a vendere a prezzo di mercato, ovvero, ancora meglio, al prezzo migliore esistente sul mercato, a prezzi non gravati da rendite speculative e monopolistiche. 
A fine anno, l'avanzo di gestione veniva in parte accantonato per gli investimenti, in parte per vantaggi collettivi e quel che rimaneva veniva distribuito fra i soci, non in proporzione alle quote possedute, come avviene, di fatto, nelle società fondate sul capitale, ma in base agli acquisti messi in atto da ciascun socio presso la cooperativa (il ristorno). 
Il concetto, che sta a monte di questo sistema, consiste nel fornire al socio una restituzione di ciò che ha pagato in più rispetto al puro costo del prodotto, vale a dire un premio alla fedeltà dimostrata nei confronti della cooperativa.
Da questo momento in poi, in cui la svolta dovette comprendere la migliore definizione dell'organizzazione economica, ma soprattutto ideologica del sistema cooperativo, iniziarono a diffondersi numerose iniziative in varie direzioni: il primo magazzino sociale all'ingrosso, le case cooperative, i giornali cooperativi, le società di previdenza e assistenza. L'aspetto fondamentale dell'importanza rivestita dai Probi Pionieri restò, comunque, il loro principio ispiratore: “lavorare non solo per sé, ma anche per gli altri, risparmiare, guadagnare e accumulare i profitti non per il soddisfacimento dei propri bisogni immediati, ma per quelli della comunità futura“.

#### In Italia

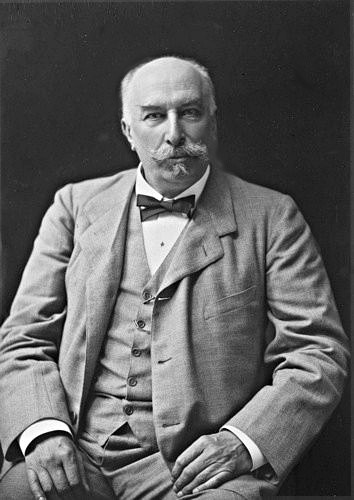
Giovanni Giolitti

I vari governi italiani, fino alla metà dell'Ottocento, non hanno mai appoggiato particolarmente i progetti cooperativi ed anzi a volte emersero atteggiamenti perfino avversi. Le prime esperienze cooperative ebbero inizio con un decennio di ritardo rispetto all'Inghilterra e trovarono sviluppo soprattutto (se non esclusivamente) nel nord, dove operavano le Società Operaie e le Società di Mutuo Soccorso; dopo la promulgazione dello Statuto Albertino, la Società degli Operai di Torino apre la prima cooperativa italiana, il Magazzino di Previdenza (1854), per arrestare gli effetti di una grave carestia agricola ed il conseguente rincaro dei prezzi. Due anni dopo verrà costituita la prima cooperativa italiana di produzione e lavoro, l'Associazione artistico vetraria di Altare (Savona). Promosse da liberali e repubblicani mazziniani, le cooperative trovano vasto consenso e arricchiscono il movimento politico e sindacale di emancipazione dei lavoratori. La cooperazione viene considerata strumento di inserimento non conflittuale delle classi subalterne nello sviluppo economico, quindi utile all'intera organizzazione sociale. Altre iniziative interessanti nacquero a Firenze grazie all'attività di alcuni nobili e borghesi illuminati nel 1863 con la Società Cooperativa di Consumo per il Popolo e ancora, due anni dopo, a Como, dove nacque la prima cooperativa italiana con uno statuto modellato sui principi di Rochdale, redatto da Francesco Viganò, che ebbe la possibilità di girare l'Europa e conoscere le realtà già avviate negli altri paesi. Gli ultimi decenni del secolo, dopo l'unità d'Italia, sono decisivi, anche nel Bellunese iniziarono a sorgere piccole latterie e cooperative e grazie a don Antonio Della Lucia nel 1872 nasceva a Forno di Canale la prima Latteria Cooperativa d'Italia a "Sistema Svedese" e successivamente il 20 luglio 1888 ad Agordo si fondava per tutto l'Agordino la Federazione delle Latterie Agordine che assunse il compito di confezionare e smerciare il burro. Nel 1884 a Bologna nasce la "Società anonima cooperativa per la costruzione e il risanamento di case per gli operai in Bologna", tuttora esistente con il nome di "Cooperativa Risanamento". Negli anni successivi le iniziative si moltiplicarono ma solo nel 1893 tale fenomeno si concretizzò nella Lega Nazionale delle Cooperative e Mutue.

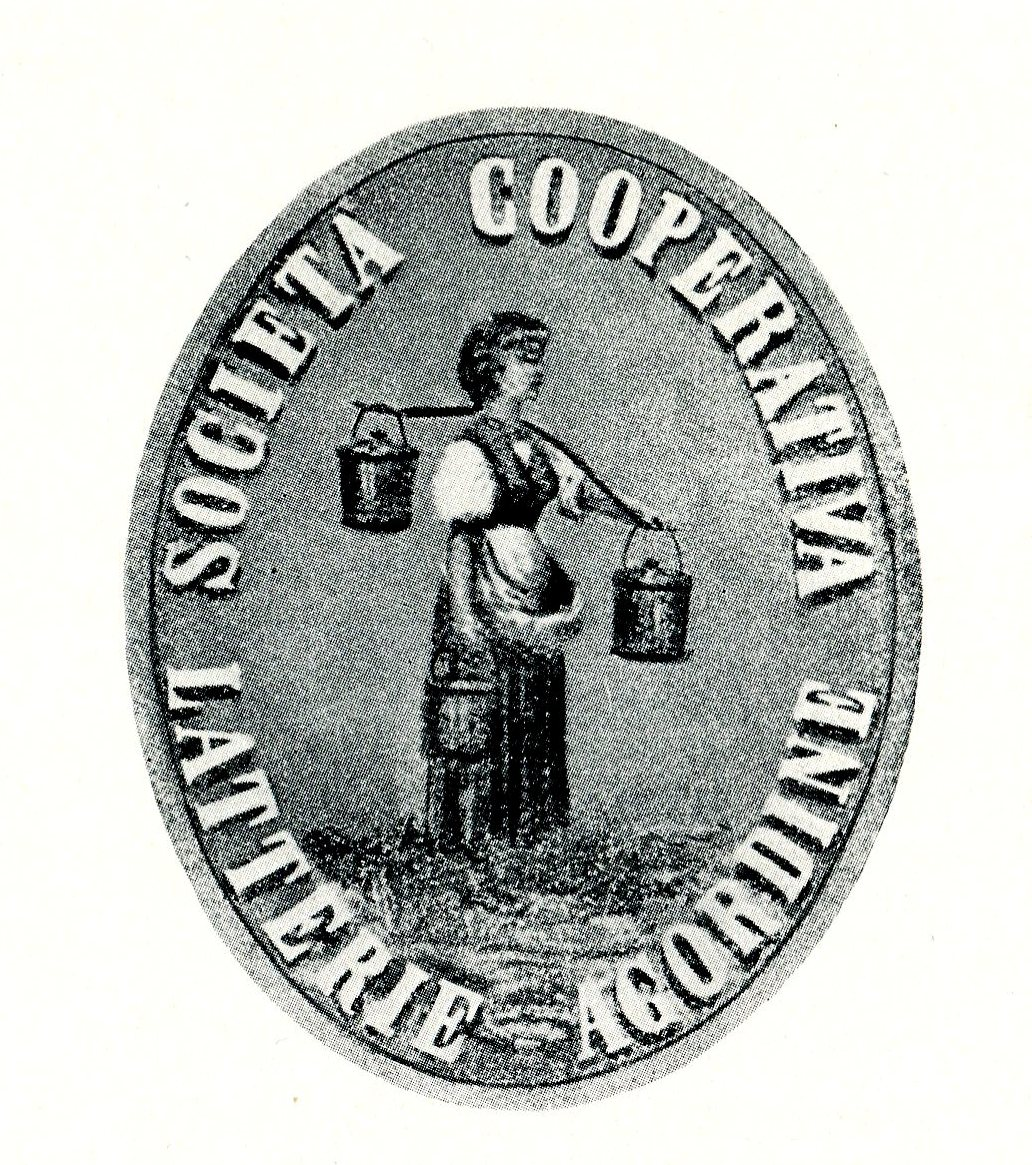
La marca sociale delle Latterie Agordine applicato anche sui prodotti

L'importanza e lo scopo della Lega è da ricercare nella capacità che, attraverso essa, ebbero le diverse imprese iscritte di far sentire la propria voce, le proprie ragioni e i loro interessi comuni in ambito nazionale, anche se i Governi conservatori di fine Ottocento si dimostrarono sospettosi verso qualsiasi esperienza che comportasse un ampliamento della democrazia.	
La neutralità dello stato nelle controversie su questioni economiche tra operai ed imprenditori si affermò però ben presto con la vittoria in Parlamento del partito liberal – democratico di Giovanni Giolitti. Di certo il suo Governo portò ad avviare una rigogliosa esperienza cooperativa in Italia: la legislazione e l'atteggiamento assunto dal Governo Giolitti permisero una notevole crescita delle retribuzioni dei lavoratori, che finirono per disporre delle risorse necessarie per dare vita ad iniziative di cooperazione, tanto che, dal 1900 al 1921, il numero di cooperative esistenti in Italia passò da 2000 a 21500. Oltre a tale ispirazione di tipo laico – liberale, in Italia esistevano altre due culture, che ispirarono il cooperativismo in maniera differente, a volte creando delle separazioni all'interno del movimento: quella cattolica, nata a cavallo tra Ottocento e Novecento in Trentino (allora parte dell'Impero Austro-Ungarico) per opera di don Lorenzo Guetti, ove mise solide radici soprattutto nel campo delle cooperativo di credito ed in quelle di consumo, ma che si diffuse in piccola parte anche a sud del paese, e prevalentemente attecchì su artigiani e contadini proprietari, e poi quella socialista, che fu attiva su diversi settori, ma in particolare su quello del consumo. 
Il fascismo, nell'applicare il suo progetto di cancellare tutte le altre culture politiche a favore del regime, cercò d'integrare la realtà della cooperazione all'interno del sistema che aveva creato: furono attivati controlli e scoraggiati tutti i tentativi che sembravano volti ad operare in piena democrazia, e tale scelta risultò deleteria per il cooperativismo, che, in alcuni momenti e in alcuni luoghi, subì persino atteggiamenti violenti allo scopo di essere ridimensionato. Il fascismo impose l'adesione di tutte le cooperative all'Ente Nazionale di Cooperazione, ingessando in tal modo la vita sociale e democratica delle aziende e impedendo la libertà d'iniziativa economica, e, pur riconoscendo nel cooperativismo un opportuno mezzo di risanamento economico per il paese, indirizzò verso le cooperative aggressioni squadristiche, inserimenti di soggetti appartenenti allo stato nelle assemblee, tagli finanziari lì dove la violenza avrebbe creato contraccolpi negativi e ogni tipo d'azione volta a creare disordini e tumulti, in particolare durante le assemblee.

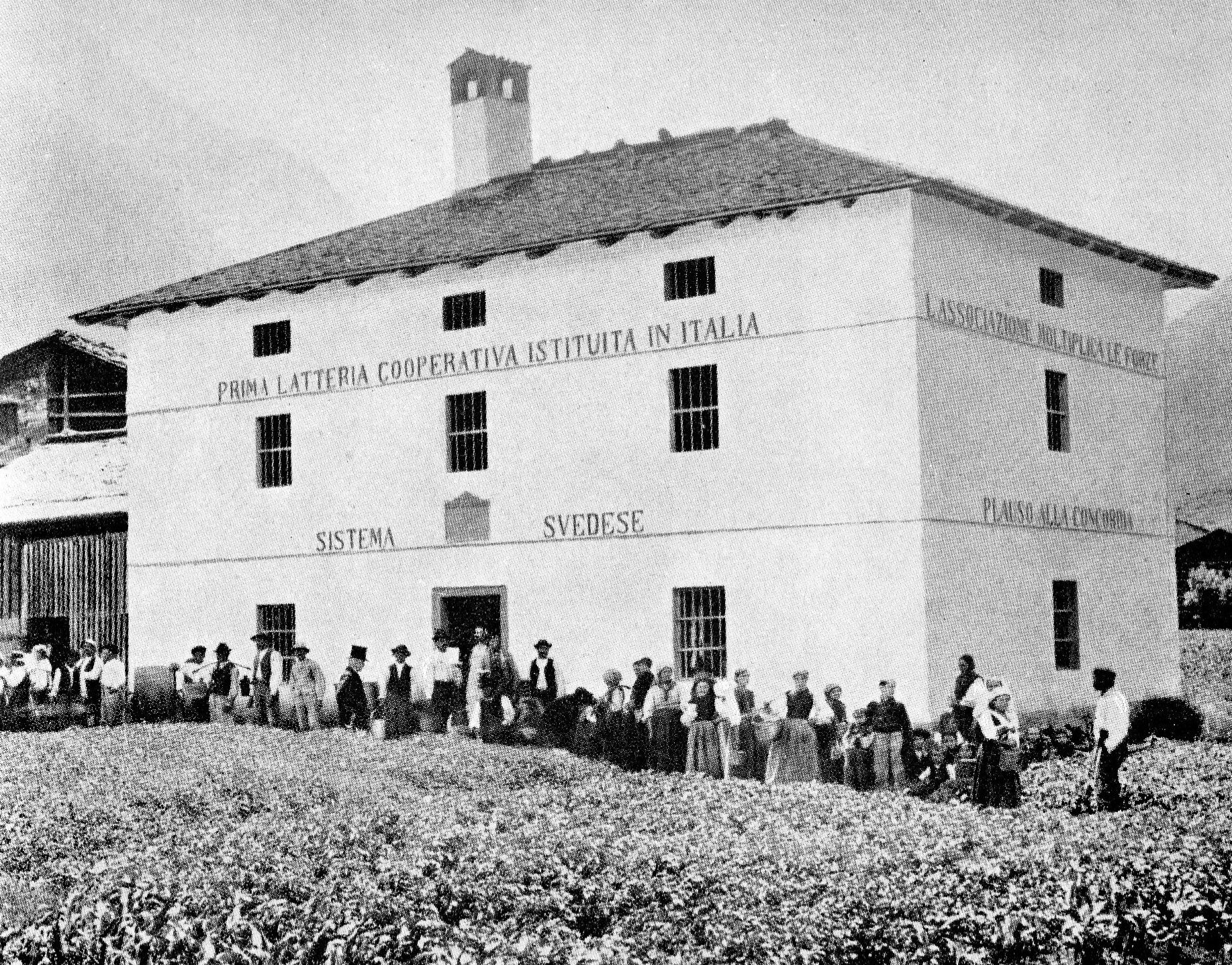
La prima Latteria Cooperativa d'Italia a Forno di Canale

Superato il momento critico fra le due guerre, lo slancio cooperativo riprese nuovo vigore e cominciò una crescita sempre più soddisfacente, sia per ciò che riguarda la diffusione del fenomeno, sia per quanto concerne la definizione dei valori etici e morali sui quali le esperienze dovevano basarsi. Ma, nel clima arroventato del primo dopoguerra, poiché tra i socialisti predominavano atteggiamenti rivoluzionari e tra i cattolici invece quelli più conservatori, si venne a una drastica e nociva separazione: le cooperative d'ispirazione cattolica si scissero dalla Lega e si aggregarono per loro conto nella Confederazione Cooperativa Italiana.
Più recentemente, e sin dai primi anni novanta, il movimento cooperativo ha avvertito l'esigenza di dotarsi di una più precisa ridefinizione delle proprie caratteristiche distintive. 
Questa in definitiva la nuova problematica del sistema cooperativo (italiano ed internazionale) da cui deriva l'impegno della Lega delle Cooperative e delle altre Centrali cooperative (e di conseguenza quello dell'ACI, Alleanza Cooperativa Internazionale) nel disegnare un preciso quadro normativo che sia punto di riferimento morale dell'intero movimento e valga a rendere riconoscibile la qualità dell'impresa cooperativa rispetto agli altri modelli d'impresa.
Il valore sociale della cooperazione, del resto, ha trovato riconoscimento nella Costituzione Repubblicana, nella quale risulta fondamentale la tutela dei diritti sociali e il ruolo di rilievo delle classi lavoratrici nella vita politica e sociale della nazione. In questo senso l'articolo 1 recita che “L'Italia è una repubblica fondata sul lavoro”, ed in questo contesto si inseriscono il riconoscimento del valore sociale della cooperazione e il dovere da parte dello stato di promuoverne e favorirne l'incremento, assicurandone il carattere e la finalità; come espresso nell'articolo 45: "La Repubblica riconosce la funzione sociale della cooperazione a carattere di mutualità e senza fini di speculazione privata. La legge ne promuove e favorisce l'incremento con i mezzi più idonei e ne assicura, con gli opportuni controlli, il carattere e le finalità".
Ma il significato della cooperazione non ha solo un fondamento di carattere sociale, bensì rappresenta una realtà fondamentale per l'economia italiana: il modello cooperativo rivela la sua efficacia sia in grandi aziende (leader nei settori della distribuzione, delle costruzioni, assicurativo/finanziario e agro – alimentare) che in piccole imprese, diffuse su tutto il territorio nazionale e operanti nei mercati più disparati (dalla pesca all'agricoltura, dal turismo all'editoria, dallo spettacolo ai servizi sociali e sanitari, dal terziario più avanzato al manifatturiero innovativo).
Dal 2016 la Biennale dell'Economia Cooperativa rappresenta il principale evento di confronto e dibattito pubblico sulla cooperazione in Italia, con la partecipazione di rappresentanti nazionali e internazionali delle istituzioni e della politica, economisti, esponenti della cultura, dell'informazione e del mondo accademico.

## Definizioni, valori e principi cooperativi
Il concetto di cooperativa, pur traducendosi in norme giuridiche e in esempi concreti tra loro diversificati nel tempo e nello spazio, è stato ed è comunque sempre fondato su un insieme di principi e di valori che nel tempo tutte le diverse esperienze hanno contribuito a formare: le cooperative si basano su valori messi in pratica attraverso delle linee guida, che consistono nei principi ispiratori dell'intero sistema.

### I principi dell'ACI

La bandiera dell'A.C.I.

“Una cooperativa è un'associazione autonoma di individui che si uniscono volontariamente per soddisfare i propri bisogni economici, sociali e culturali e le proprie aspirazioni attraverso la creazione di una società di proprietà comune e democraticamente controllata“; questa è la definizione di cooperativa contenuta nella “dichiarazione di identità cooperativa“ approvata dal XXXI Congresso dell'Alleanza Cooperativa Internazionale, a Manchester nel 1995. Le cooperative sono dunque basate su valori come quello dell'autosufficienza (il fare da sé), dell'autoresponsabilità, della democrazia, dell'eguaglianza, dell'equità e solidarietà. Secondo le tradizioni dei propri padri fondatori, i soci delle cooperative credono nei valori etici dell'onestà, della trasparenza, della responsabilità sociale e dell'attenzione verso gli altri: valori ripresi dallo statuto dell'ACI, riconosciuto durante il Congresso di Tokyo nel 1992, fissati come le priorità alle quali attenersi anche per conciliare le differenze che continuano ad esistere tra le varie cooperative.
Già i “pionieri di Rochdale“ avevano maturato una forte coscienza democratica di cui diedero prova stabilendo dei principi che sono ancora oggi un valido punto di riferimento, come “l'apoliticità“, il concetto di “porta aperta“ (il diritto di associarsi per chiunque ne abbia la volontà ed i requisiti statutari), il principio “una testa un voto“ (il pari diritto di voto per ogni socio, a prescindere dalla quantità di capitale sociale investito). 
Seguendo tali principi ed innestandoli nella sua peculiare forma societaria, la cooperativa può tuttora essere letta come un valido strumento di solidarietà e di partecipazione democratica esercitabile attraverso una particolare tipologia d'impresa, nata come risposta alla subordinazione e lo sfruttamento delle masse popolari, e capace di adeguarsi e rinnovarsi secondo l'evoluzione del quadro economico e sociale: da qui anche il rinnovato interesse anche degli ultimi anni per un concreto dibattito sui valori base della cooperazione.

#### In Italia
I principi fissati dall'ACI sono stati adottati da tutte le Associazioni nazionali che ad essa aderiscono, ed inoltre diverse Associazioni hanno aggiunto o declinato ulteriormente valori e regole. Ad esempio, in Italia la Lega delle Cooperative ha puntato alla ridefinizione delle caratteristiche distintive del cooperativismo, disegnando un chiaro quadro normativo come punto di riferimento dell'intero movimento; in particolare, nella “Carta dei Valori“ vengono identificati i capisaldi sui quali lanciare il progetto cooperativo del XXI secolo, secondo questi quattro principi fondamentali:
1. tra componenti privati e componenti pubblici non può esserci separazione: l'attività strettamente imprenditoriale e l'impegno sociale sono inscindibili;
2. la cooperativa è un soggetto economico che, nel rispetto dell'economia di mercato, opera per l'abolizione di rendita e di privilegio;
3. la qualità delle iniziative e il loro significato sociale deve essere riconosciuta e valutata in una dimensione operativa;
4. la funzione della cooperazione va valorizzata attraverso un uso più intenso della rappresentanza.

Da questi principi emergono gli elementi distintivi delle aziende cooperative rispetto alle altre forme d'impresa: è rilevante ad esempio l'ultimo dei punti sopra elencati, dal quale risulta che, mentre i soci dell'impresa cooperativa sono legittimati a partecipare alla società come utenti consumatori, i soci di un'impresa ordinaria sono legittimati a partecipare in base al conferimento del capitale sociale.
La Carta dei valori così riprende e sintetizza infine l'insieme di quei principi ideali elaborati dalle diverse generazioni di cooperatori, nel corso della lunga storia del movimento cooperativo:
- Il socio è il nucleo originario di ogni forma di mutualità e rappresenta il primo riferimento concreto dell'azione cooperativa.
- Le imprese cooperative svolgono il proprio ruolo economico a favore dei cooperatori, delle generazioni future, della comunità sociale.
- Esse offrono ai propri partecipanti sicurezza, vantaggi e riconoscimenti in proporzione al concorso individuale d'ognuno.
- La principale risorsa della cooperazione è rappresentata dagli individui che ne fanno parte.
- Ogni cooperativa deve valorizzarne il lavoro, stimolarne e riconoscerne la creatività, la professionalità, la capacità di collaborare per il raggiungimento degli obiettivi comuni.
- Il cooperatore si manifesta innanzitutto con il rispetto per le persone.
- Al cooperatore si richiede franchezza, spirito di giustizia e senso di responsabilità, qualunque sia il suo ruolo o la sua posizione.
- Le imprese cooperative si manifestano con la qualità dei valori che svolgono, la trasparenza, l'onestà e la correttezza dei comportamenti.
- La cooperazione considera il pluralismo sempre un bene.
- Nei rapporti che intrattiene con le altre forze economiche, politiche e sociali essa rispetta la loro natura, opinione, cultura e agisce secondo la propria originalità, autonomia, capacità di proposta.
- L'esistenza della cooperazione, il suo segno distintivo, la sua regola sono fondate sul principio di solidarietà.
- Al fondo di ogni relazione o transazione tra soggetti economici esistono sempre i rapporti umani.
- La cooperazione interpreta il mercato come un luogo di produzione di ricchezza, di rispetto della salute e dell'ambiente di sviluppo dell'economia sociale.
- Essa agisce nel mercato non solo in osservanza delle leggi, ma secondo i principi di giustizia e utilità per i propri soci e per la collettività.
- La cooperazione concorre allo sviluppo del mercato migliorando le imprese esistenti e creandone di nuove; organizzando la domanda, rispondendo ai bisogni della collettività. Con questi significati essa intende la promozione cooperativa
- La cooperazione regola i rapporti interni sulla base del principio di democrazia.
- Le imprese cooperative realizzano compiutamente le proprie finalità associandosi nel movimento cooperativo, che promuove le relazioni tra di loro, che ne valorizza i patrimoni collettivi, garantendo le adeguate forme di controllo.
- La mutualità cooperativa, definita dai principi dell'Alleanza Cooperativa Internazionale non è solo un modo di produrre e distribuire la ricchezza agli interessi dei partecipanti, ma una concezione dei rapporti umani.
- La cooperazione trova le proprie radici nel valore dell'imprenditorialità associata, ricerca il proprio sviluppo nel mercato, considera proprio fine il miglioramento delle condizioni materiali, morali e civili dell'uomo.

Spirito associativo, solidarietà, democrazia interna e soprattutto centralità dell'uomo e valorizzazione del suo lavoro e dei suoi bisogni sono, pertanto, i valori che guidano tuttora il movimento cooperativo: la cooperativa è un'impresa che, oltre a dover competere sul mercato, cerca di realizzare alcuni importanti valori di solidarietà e di mutualità.

### Gli elementi distintivi della cooperazione
Il primo elemento distintivo di una cooperativa è la democrazia, cioè l'assunzione delle decisioni su base capitaria e non in base alle quote di capitale sociale. L'applicazione di questo elemento prevede che ogni socio abbia diritto ad un solo voto (principio “una testa, un voto”) a prescindere dal valore del capitale sottoscritto, come invece accade nelle altre imprese di capitali. La seconda differenza riguarda le finalità dell'impresa: mentre scopo delle società di capitali è il conseguimento del profitto, il fine delle cooperative è la mutualità. Va chiarito che la diversità non attiene all'economicità e a quanto può garantire la prosecuzione dell'attività d'impresa (come minimo, il pareggio tra costi e ricavi), ma riguarda la destinazione del reddito d'impresa: mentre per l'impresa di capitale gli utili vengono divisi tra gli azionisti in funzione delle quote di capitale, i redditi di una cooperativa vengono quasi interamente reinvestiti nello sviluppo della cooperativa stessa e nel rafforzamento del patrimonio cooperativo, attraverso le cosiddette “riserve indivisibili“. 
La coerenza del sistema vuole inoltre che, in caso di scioglimento della società, il patrimonio sociale debba essere donato ai fondi di promozione cooperativa, che si occuperanno di promuovere la nascita e lo sviluppo di altre cooperative.
Ciò comporta che, mentre gli azionisti di un'impresa ordinaria risultano essere i veri proprietari dell'azienda, i soci di un'impresa cooperativa sono soltanto i gestori di un patrimonio, di norma fortemente legato ad un territorio e che può essere trasmesso alle future generazioni. Per questo si suol dire che le cooperative sono imprese che mettono al primo posto le persone rispetto al denaro, il lavoro rispetto al capitale. Indispensabile è poi fare cenno al concetto di mutualità: l'aggettivo “mutuo” ha il significato di scambievole, vicendevole, e la mutualità consiste in una forma di aiuto scambievole, per garantire uguali diritti dopo aver adempiuto ad uguali doveri.

### Il concetto di mutualità
Ciò che caratterizza le imprese cooperative è il requisito della mutualità. 
La “mutualità cooperativa“ ha il significato di una libera collaborazione di più persone per il raggiungimento di un fine comune attraverso lo scambievole aiuto che assicuri parità di diritti e di doveri. Nella legislazione italiana, come sottolinea l'art. 45 della Costituzione repubblicana, la valenza sociale della mutualità cooperativa è inscindibilmente legata all'assenza di fini di speculazione privata e cioè al prevalere degli interessi comuni della cooperativa sugli interessi egoistici dei singoli soci. Secondo il suddetto articolo, “la Repubblica riconosce la funzione sociale della cooperazione a carattere di mutualità e senza fini di speculazione privata“. Tale norma sembra interpretare a ragione più da un punto di vista ideologico che non operativo l'esigenza della finalità mutualistica, contrapposta allo scopo di lucro. 
Il concetto di mutualità e la sua applicazione è stato soggetto a differenti punti di vista e numerosi studi, fino ad approdare al concetto di "scopo prevalentemente mutualistico delle cooperative", consistente nel fornire beni o servizi o, ancora, occasioni di lavoro direttamente ai membri dell'organizzazione a condizioni più favorevoli di quelle che otterrebbero sul mercato, mentre lo scopo delle imprese sociali in senso proprio è il conseguimento e il riparto degli utili patrimoniali.
Tale definizione ha il pregio di offrire una visione unitaria del fenomeno cooperativo, tenendo in considerazione tutte le specie esistenti, accomunando sia quelle di consumo, il cui fine è di procurare un vantaggio agli associati nelle diversificate forme di risparmio di spesa, sia quelle di produzione e lavoro, in cui lo scopo sta nel raggiungimento di un incremento retributivo. La legge dunque individua una definizione univoca di cooperativa e, di conseguenza, una sola di mutualità; questa caratteristica è di fondamentale importanza per il sistema, poiché è necessario ammettere che la mutualità non può atteggiarsi diversamente al variare della tipologia d'azienda presa in considerazione, al fine di non rendere ancora più evanescenti i caratteri essenziali della mutualità stessa.
La definizione di mutualità cooperativa così individuata (non è la sola esistente) è perfettamente coerente e compatibile con la definizione che è parte integrante della “Dichiarazione di identità cooperativa” approvata dal XXXI Congresso dell'Alleanza Cooperativa Internazionale.
I valori cooperativi sono tradotti, nella stessa Dichiarazione di identità, in comportamenti concreti attraverso la definizione di sette principi cooperativi:
1. Adesione libera e volontaria: le cooperative sono organizzazioni volontarie aperte a tutti gli individui capaci di usare i servizi offerti e desiderosi di accettare le responsabilità connesse all'adesione, senza alcuna discriminazione sessuale, sociale, razziale, politica o religiosa.
2. Controllo democratico da parte dei soci: le cooperative sono organizzazioni democratiche, controllate dai propri soci che partecipano attivamente nello stabilire le politiche e nell'assumere le relative decisioni. Gli uomini e le donne eletti come rappresentanti sono responsabili nei confronti dei soci. Nelle cooperative di primo grado, i soci hanno gli stessi diritti di voto (una testa, un voto), e anche le cooperative di altro grado sono ugualmente organizzate in modo democratico.
3. Partecipazione economica dei soci: i soci contribuiscono equamente al capitale delle proprie cooperative e lo controllano democraticamente. Almeno una parte di questo capitale è di norma proprietà comune della cooperativa. I soci di norma, percepiscono un compenso limitato, se del caso, sul capitale sottoscritto come condizione per l'adesione. I soci allocano i surplus per qualunque dei seguenti scopi: sviluppo della cooperativa, possibilmente creando delle riserve, parte delle quali almeno dovrebbe essere indivisibile; benefici per i soci in proporzione alle loro transazioni con la cooperativa stessa, e sostegno ad altre attività approvate dalla base sociale.
4. Autonomia ed indipendenza dei soci: le cooperative sono organizzazioni autonome, autosufficienti controllate dai soci. Nel caso in cui esse sottoscrivano accordi con altre organizzazioni (incluso i governi) o ottengano capitale da fonti esterne, le cooperative sono tenute ad assicurare sempre il controllo democratico da parte dei soci e mantenere l'autonomia dalla cooperativa stessa.
5. Educazione, formazione ed informazione: le cooperative s'impegnano ad educare ed a formare i propri soci, i rappresentanti eletti, i manager e il personale, in modo che questi siano in grado di contribuire con efficienza allo sviluppo delle proprie società cooperative. Le cooperative devono attuare campagne di informazione allo scopo di sensibilizzare l'opinione pubblica, particolarmente i giovani e gli opinionisti di maggiore fama, sulla natura e i benefici della cooperazione.
6. Cooperazione tra cooperative: le cooperative servono i propri soci nel modo più efficiente e rafforzano il movimento cooperativo lavorando insieme, attraverso le strutture locali nazionali, regionali e internazionali.
7. Interesse verso la comunità: le cooperative lavorano per uno sviluppo sostenibile delle proprie comunità attraverso politiche approvate dai propri soci.

La centralità della persona, il primo tra i valori cooperativi, costituisce il vero vantaggio competitivo della cooperazione. Il motivo che spinge i soggetti ad aderire alla forma societaria di cooperativa è la possibilità di conseguire vantaggi mutualistici e non invece una profittevole remunerazione di quanto investito. Con questo ragionamento non si vuole escludere del tutto una partecipazione agli utili annuali, poiché è legittimo ricercare un vantaggio economico, derivante dalla legittima applicazione delle leggi di mercato e dal lecito accrescimento dei capitali investiti, ma senza sbilanciare il sistema di distribuzione di ricchezza. Di norma, il vantaggio economico che i soci realizzano attraverso la loro partecipazione in società, si concretizza in un risparmio di spesa ovvero in una maggiore remunerazione, in definitiva, in condizioni più vantaggiose rispetto a quelle offerte dal mercato; la limitazione alla remunerazione del capitale investito è conseguenza della natura e della funzione sociale delle aziende cooperative, dove ciò che assume maggiore importanza è la persona e l'opera degli associati più che i conferimenti in denaro. Tuttavia il carattere mutualistico delle cooperative costituisce già in partenza un filtro significativo all'entrata di soggetti che non abbiano fini di tale genere o di direzione democratica dell'azienda e prediligano invece espletare in “maggior potere“ gli ingenti mezzi finanziari, tipico delle imprese capitaliste in cui il potere di controllo e decisionale non è ripartito equamente tra la compagine societaria.

### Il principio democratico
Nella cooperazione vige un principio di "governo" su base capitaria ("una testa un voto") e non su base capitalistica: pertanto, ogni socio ha un uguale potere decisionale e condivide diritti e doveri con l'intera base sociale (in Italia, tale principio è ribadito anche dall'articolo 2532 del codice civile). Si tratta di un aspetto tipico del modello cooperativo, che ne caratterizza la peculiarità dell'agire all'interno del mercato, anche se negli ultimi anni ha dovuto confrontarsi con nuove sfide legate al mercato, nelle sue continue trasformazioni, e alle dinamiche del movimento cooperativo stesso; tali fattori hanno contribuito talora a mettere in dubbio o in crisi il principio storico della partecipazione democratica al governo dell'impresa, magari in virtù anche delle continue trasformazioni in tema di allargamento della base sociale, di ampliamento delle dimensioni aziendali, di evoluzione delle tecnologie o di forme avanzate di organizzazione. La democrazia può essere considerata motivo di inefficacia e inefficienza manageriale, specie in caso di un'ampia compagine sociale, che porta inevitabilmente a tempi lunghi nelle decisioni, e a causa del tendenziale egualitarismo, elemento in contrasto con le esigenze di professionalità e managerialità. E tuttavia in un equilibrato rapporto tra management e controllo sociale può risiedere l'originale risposta cooperativa ad un generale problema esistente nelle moderne società capitalistiche. 
Nella formulazione dell'A.C.I. al congresso di Vienna del 1966 si legge che le cooperative sono organizzazioni democratiche e gli affari da esse svolti devono essere amministrati dalle persone scelte e nominate secondo la procedura adottata dai soci, nei cui confronti sono responsabili. È proprio la responsabilità assunta dai gestori che dà il carattere di democraticità ad un'organizzazione. Lo sforzo di valorizzare e intensificare la democrazia di impresa si accompagna solitamente alla ricerca di soluzioni statutarie che incentivino la partecipazione personale dei soci e disincentivino il ricorso alla delega. Tuttavia nelle cooperative a più larga base sociale spesso si individuano modalità di partecipazione intermedia (come ad esempio le consulte dei soci).
La tradizione cooperativa e gli orientamenti del movimento cooperativo a livello internazionale concordano nel sostenere che solo i soci siano eletti amministratori della società; è un punto fermo che qualifica l'ancoraggio alla specificità mutualistica.

## Valori ed impresa; riscontri normativi

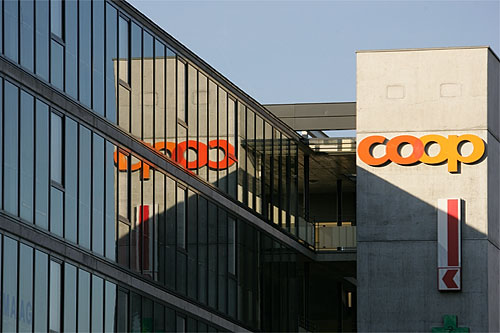
Centro commerciale a Oberwil (Svizzera)

L'osservanza di precise regole di gestione e di comportamento hanno consentito al movimento cooperativo di rivestire un ruolo specifico e spesso rilevante nelle economie nazionali: tali principi, ispiratori della mutualità e della solidarietà, devono infatti fare i conti ed accompagnarsi con i canoni di efficacia ed efficienza, tipici dell'agire privatistico.
La sfida nei confronti delle nuove esigenze dei mercati e delle dimensioni stesse che alcune cooperative stanno raggiungendo, contemperando le esigenze aziendali con il rispetto delle idee che sono alla base del movimento, è aperta e si ripropone continuamente. Tra i principi su cui si basa la struttura delle aziende cooperative c'è quello, ribadito dal Congresso di Vienna, della collaborazione tra organismi di tale genere: l'impegno del movimento cooperativo deve dunque essere quello di dar vita a una serie di relazioni interaziendali che consentano un adeguato sviluppo e adattamento alle nuove esigenze economiche e sociali dell'intero movimento, e non più limitarsi soltanto a tutelare e salvaguardare gli interessi interni dei singoli associati. L'interazione tra sistema cooperativo e ambiente esterno sembra essere diventata prerogativa necessaria alla crescita di questo tipo di aziende, assieme ad una forte integrazione, da compiersi a qualsiasi livello, per il raggiungimento della massima efficienza. 
Infine, va notato come i principi, e i valori cooperativi in generale, abbiano trovato solo in parte legittimazione all'interno della legislazione attraverso precise norme, cosicché l'ordinamento giuridico non è sempre riuscito, generalmente, a dare un'adeguata caratterizzazione all'istituto.
Comunque, vedendo per esempio la legislazione italiana, l'esigenza dello scopo mutualistico è espressa dal codice civile agli articoli 2511 e 2515 2º comma, che conferiscono a tale concetto un'importanza rilevante e una essenzialità all'atto della costituzione di una società cooperativa: il perseguimento dello scopo mutualistico e l'adozione dei principi della mutualità esclude, pertanto, la perseguibilità di altro fine, quello lucrativo nella fattispecie, da parte di una società o dei suoi soci in generale e le operazioni sociali devono necessariamente mirare alla produzione di beni e servizi ai soci, finendo in un risparmio di spesa, o in un aumento della retribuzione, a seconda del tipo di cooperativa.
La mutualità pura, nella pratica, è di difficile applicazione: nel momento in cui le società mutualistiche devono porre in essere l'esercizio delle loro funzioni, tendono a cercare capitali tra la compagine societaria, che poi sarà retribuita mediante la distribuzione degli utili. Le norme di legge prevedono perfino che nelle società cooperative ci possano essere taluni soci che perseguono anche scopi di lucro (soci sovventori); ciò che il legislatore prescrive è, però, la prevalenza dello scopo mutualistico. D'altra parte, non bisogna confondere l'apporto di capitali con la remunerazione del capitale; l'uno indispensabile alla copertura del fabbisogno finanziario, l'altra, peculiarità delle imprese di tipo capitalista, che mal si coniuga con le esigenze delle cooperative. Allo stesso modo, un'impresa può (e deve cercare di) essere efficiente, senza necessariamente gestire le risorse ricercando il profitto. La distinzione da operare, di conseguenza, sta nel prendere atto che, nelle aziende cooperative, mentre il mutualismo è un dato imprescindibile di costituzione, il reddito nasce dall'esigenza di creare ricchezza, attraverso la gestione, in modo da operare durevolmente in pieno equilibrio economico e finanziario. Il raggiungimento di un utile non sottintende necessariamente un agire speculativo, quando la ricchezza così accumulata venga sottratta alla ripartizione tra i membri dell'azienda e destinata a finalità mutualistiche. 
Il concetto di mutualità, proprio delle aziende cooperative, non ne completa la definizione: il concetto di cooperazione è estremamente più complesso poiché rappresenta un fatto sociale, che si evolve nei principi, già sopra descritti, di "porta aperta", democrazia, limitata remunerazione del capitale, educazione, formazione dei cooperatori.
L'attuale scenario economico, societario e normativo, tra l'altro, lascia largo spazio a strutture societarie in cui il profitto è semplicemente un'eventualità, e tale sviluppo è riscontrabile anche nella realtà internazionale.